# Палувко
Палувко (пол. Pałówko) — село в Польщі, у гміні Постоміно Славенського повіту Західнопоморського воєводства.
Населення — 227 осіб (2011).
У 1975-1998 роках село належало до Слупського воєводства.

## Демографія
Демографічна структура станом на 31 березня 2011 року:
|          | Загалом | Допрацездатний вік | Працездатний вік | Постпрацездатний вік |
| -------- | ------- | ------------------ | ---------------- | -------------------- |
| Чоловіки | 110     | 19                 | 84               | 7                    |
| Жінки    | 117     | 25                 | 72               | 20                   |
| Разом    | 227     | 44                 | 156              | 27                   |